# Frank Cho
Frank Cho (Duk Hyun Cho) é um autor norte-americano de banda desenhada (história em quadrinhos no Brasil).
Cho é o criador, escritor e ilustrador de Liberty Meadows, publicado pela Image Comics. É notoriamente conhecido por suas ilustrações de mulheres sensuais e voluptuosas em poses sugestivas, especialmente as garotas da selva Shanna, The She-Devil e Jungle Girl. Por essas ilustrações, Cho chegou a ser suspenso da rede social Facebook.
Enquanto era estudante na Faculdade de Enfermagem da Universidade de Maryland, escreveu Universidade² - Os Anos Loucos (publicado em Portugal, pela Vitamina BD). University² foi publicado originalmente em The Diamondback, o jornal de estudantes da universidade.
Na Marvel Comics, desenhou Homem-Aranha #5 e 6 do selo Marvel Knights. Em Fevereiro de 2005, foi lançada a minissérie Shanna the She-Devil, uma recriação da personagem coadjuvante de Ka-Zar.
Em maio de 2010, o jornal O Globo passou a publicar tiras de Liberty Meadows.
Frank vive actualmente em Columbia, Maryland.